# Synagrops philippinensis
Synagrops philippinensis är en fiskart som först beskrevs av Günther, 1880.  Synagrops philippinensis ingår i släktet Synagrops och familjen Acropomatidae. Inga underarter finns listade i Catalogue of Life.